# NGC 4959
NGC 4959 é uma galáxia espiral (Sa) localizada na direcção da constelação de Canes Venatici. Possui uma declinação de +33° 10' 46" e uma ascensão recta de 13 horas, 05 minutos e 41,0 segundos.
A galáxia NGC 4959 foi descoberta em 29 de Abril de 1827 por John Herschel.